# سبورتينغ كريستال
سبورتينغ كريستال (بالإسبانية:Club Sporting Cristal) هو نادي كرة بيروفي ويقع مقره في ليما. يلعب الفريق مبارياته عل ملعب ألبرتو جارالدو وهو أحد أندية دوري الدرجة الأولى في بيرو. تم تأسيس النادي يوم 24 سبتمبر 1955.